# Totus Tuus Poloniae populus

Bisdommen in Polen sinds de voltooiing van Totus Tuus Poloniae populus in 2004

Totus Tuus Poloniae populus (Latijn voor Heel Uw Poolse volk) - is een pauselijke bul die op 25 maart 1992 door paus Johannes Paulus II werd uitgevaardigd.
De bul behelst de reorganisatie van de administratieve afdelingen van de Rooms-Katholieke Kerk in Polen. Het was de grootste reorganisatie in de Poolse katholieke kerk sinds 1945. In 2004 werd de verandering van de pastorale structuren bij decreet van de apostolische nuntius in Polen voltooid.
Het hoofdprincipe van de bul was om "de bisschoppen dichter bij de gelovigen brengen". Hiertoe werden de territoria van de bisdommen aanzienlijk verkleind, er werden nieuwe bisdommen opgericht en er werden bestaande bisdommen verheven tot aartsbisdom. De aartsbisdommen Gniezno en Warschau, die sinds 1946 in een personele unie waren verbonden, werden weer gescheiden. Een andere duidelijke uitwerking van de bul was de verjonging van het episcopaat. De paus benoemde 10 aartsbisschoppen en 29 bisschoppen.